# Caymanas Park
Caymanas Park est le seul hippodrome de la Jamaïque.
C'était historiquement un domaine de canne à sucre dans la colonie de la Jamaïque. Il appartenait à l'origine à la famille Ellis, dont George Ellis (en) et Charles Ellis, 1er baron Seaford, qui ont réalisé des bénéfices substantiels grâce au commerce du sucre et à l'esclavage.
Il est mentionné dans la chanson Long Shot (Kick The Bucket) de The Pioneers en 1969, qui contient la phrase « What a weeping and a wailing down at Caymanas Park ».